# De la gramatologia
De la gramatologia (francès: De la grammatologie) és una obra del filòsof francès Jacques Derrida publicada inicialment el 1967 per Les Éditions de Minuit, i una de les obres més importants referents a la desconstrucció. La traducció a la llengua anglesa (1976) és força coneguda per haver estat obra de la filòsofa Gayatri Spivak.

## Context i rellevància

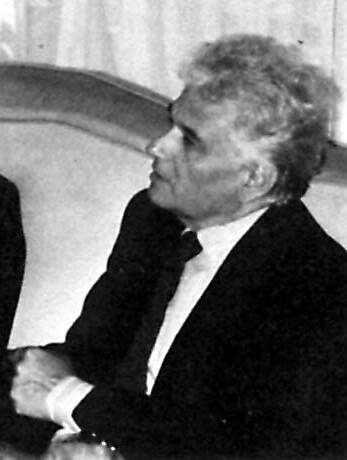
Jacques Derrida

De la gramatologia inclou una extensa discussió del pensament i obra de Claude Lévi-Strauss, Ferdinand de Saussure i Jean-Jacques Rousseau, mentre que Derrida també tematitza l'obra d'Étienne Condillac, Louis Hjelmslev, Edmund Husserl, Roman Jakobson, Gottfried Wilhelm Leibniz, André Leroi-Gourhan i William Warburton. Aquesta obra inclou la major part dels conceptes que Derrida faria servir en la seva obra posterior, especialment en relació amb la lingüística i el fenomen de l'escriptura. Ha estat anomenat el text fundacional del qual parteix la crítica desconstructivista.
Es tracta d'un dels tres llibres que Derrida publicà el 1967 i que serviren per establir la seva reputació com a pensador. Els altres dos foren La voix et le phénomène (Presses Universitaires de France, Paris, 1967) i L'écriture et la différence (Seuil, Paris, 1967).

## Contingut
Derrida proposa la idea que en la tradició filosòfica d'Occident l'escriptura sempre s'ha considerat una forma derivada i secundària de la parla, com una mena de "caiguda" des de la "presència completa" de la parla/llengua parlada. En el transcurs de les pàgines de l'obra, Derrida desconstrueix aquesta idea tal com és presentada per diferents pensadors d'èpoques diferents, mostrant les apories i el·lipsis a les quals aquest prejudici els porta. Derrida no pretén fer una crítica específicament a l'obra d'aquests autors en concret, ja que no creu que sigui possible escapar a aquests paràmetres d'operació mental i de funcionar amb aquests esquemes i oposicions binàries. Si més no, pretén crear una nova ciència de la "gramatologia" que treballaria amb aquestes qüestions d'una manera completament nova, seguint el model de la lingüística però basant-se en l'escriptura.